# Бухты Гонконга
В статье приводится список (природных) гаваней и бухт Гонконга.

## Бухта Виктория

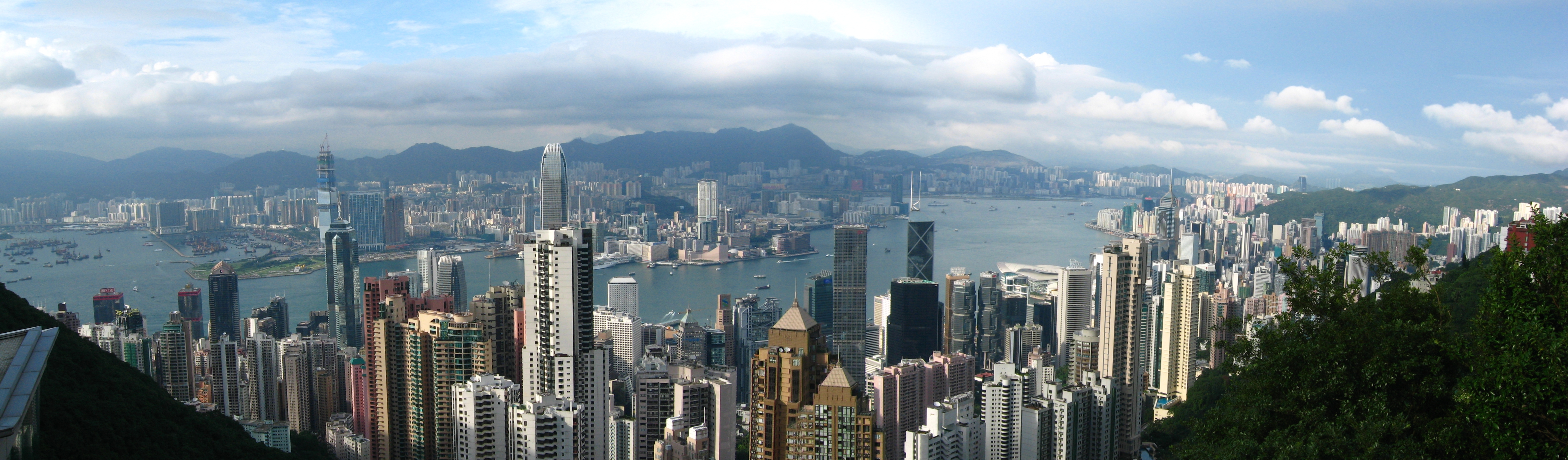
Дневной вид на бухту Виктория с пика Виктории

Бухта Виктория является естественной рельефной бухтой, расположенной между островом Гонконг и полуостровом Цзюлун. Глубокая бухта в защищенных водах и хорошее стратегическое положение на Южно-Китайском море сыграли важную роль в создании Гонконга как британской колонии и его последующего развития как мирового торгового центра.

## Бухта Абердин

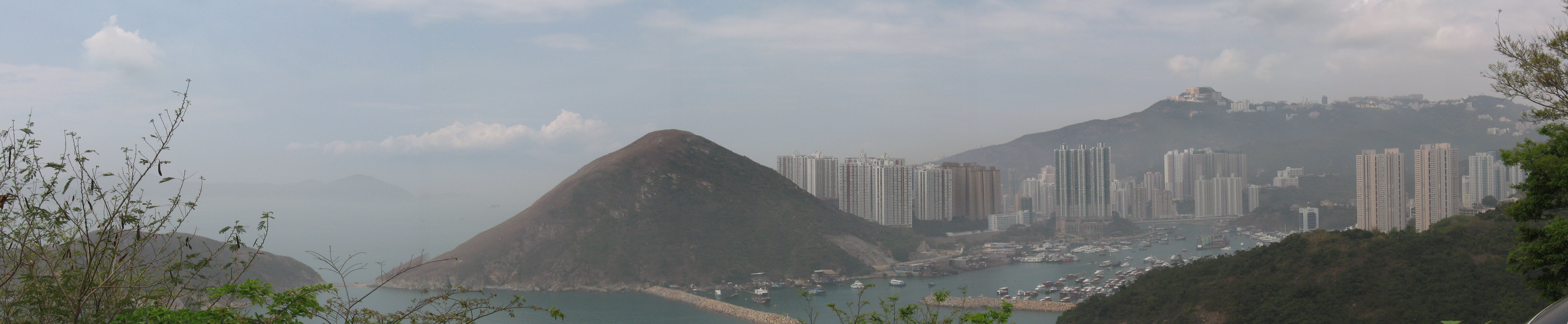
Панорама бухты Абердин из Оушн-Парка

Бухта Абердин находится на южном берегу острова Гонконг между Абердином и Аплэйчау и входит в Южный округ. Абердином обычно называют области Абердина, Вончукхан и Аплэйчау, но чаще всего название используется для обозначения всего города.

## Двойная гавань

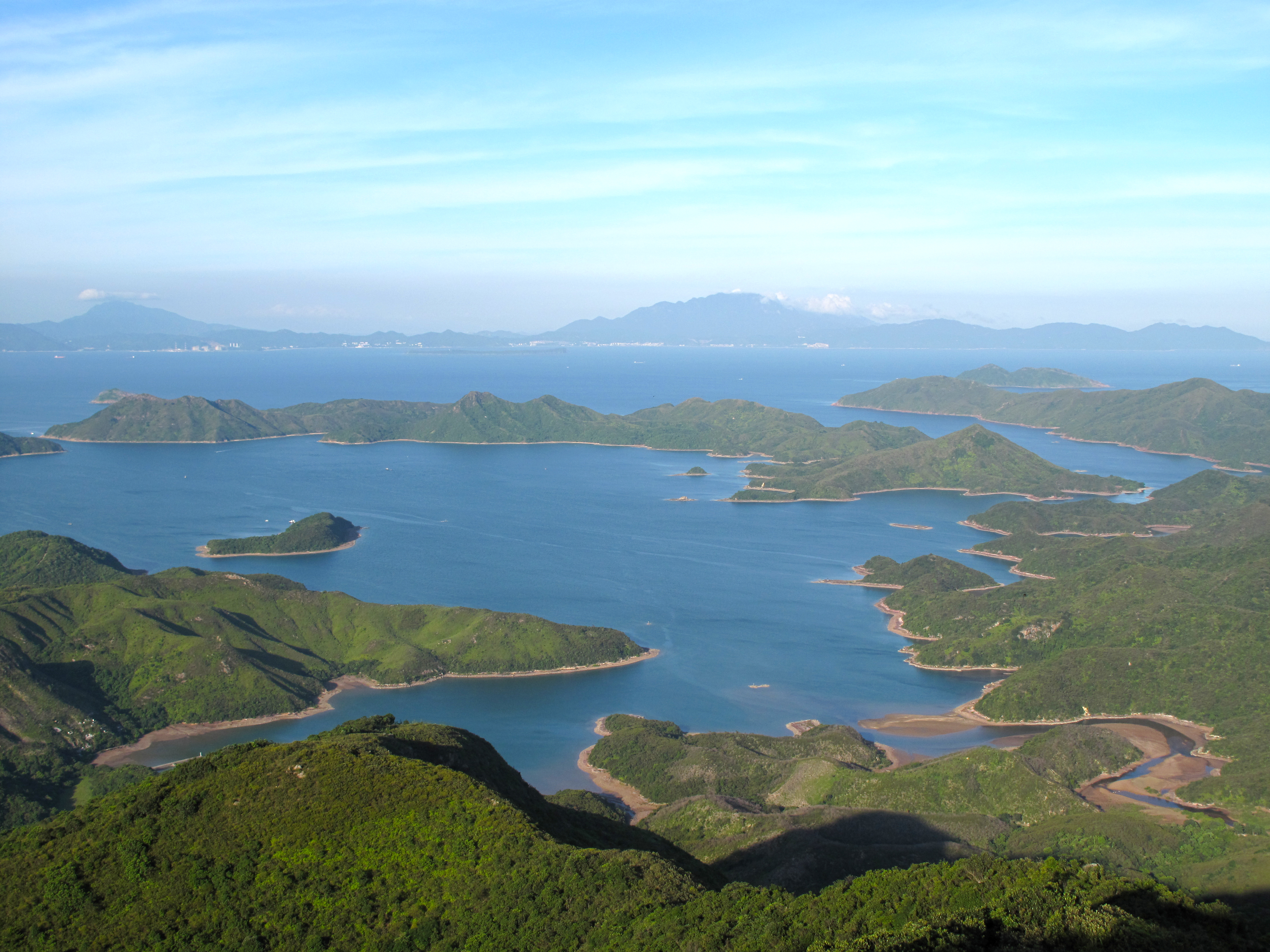
Вид на Двойную гавань из Тиутанлун

Двойная гавань или Янчаутон является гаванью вокруг Двойного Острова, Острова Полумесяца и Кривого острова — островов на северо-востоке Новых Территорий. Основная часть гавани находится в пределах Морского парка Янчаутон, созданного для защиты морских существ в дикой природе. Гавань известна своими пейзажами и нетронутой природой. Она также известна своим спокойным морем даже в штормовую погоду.

## Порт Шелтер

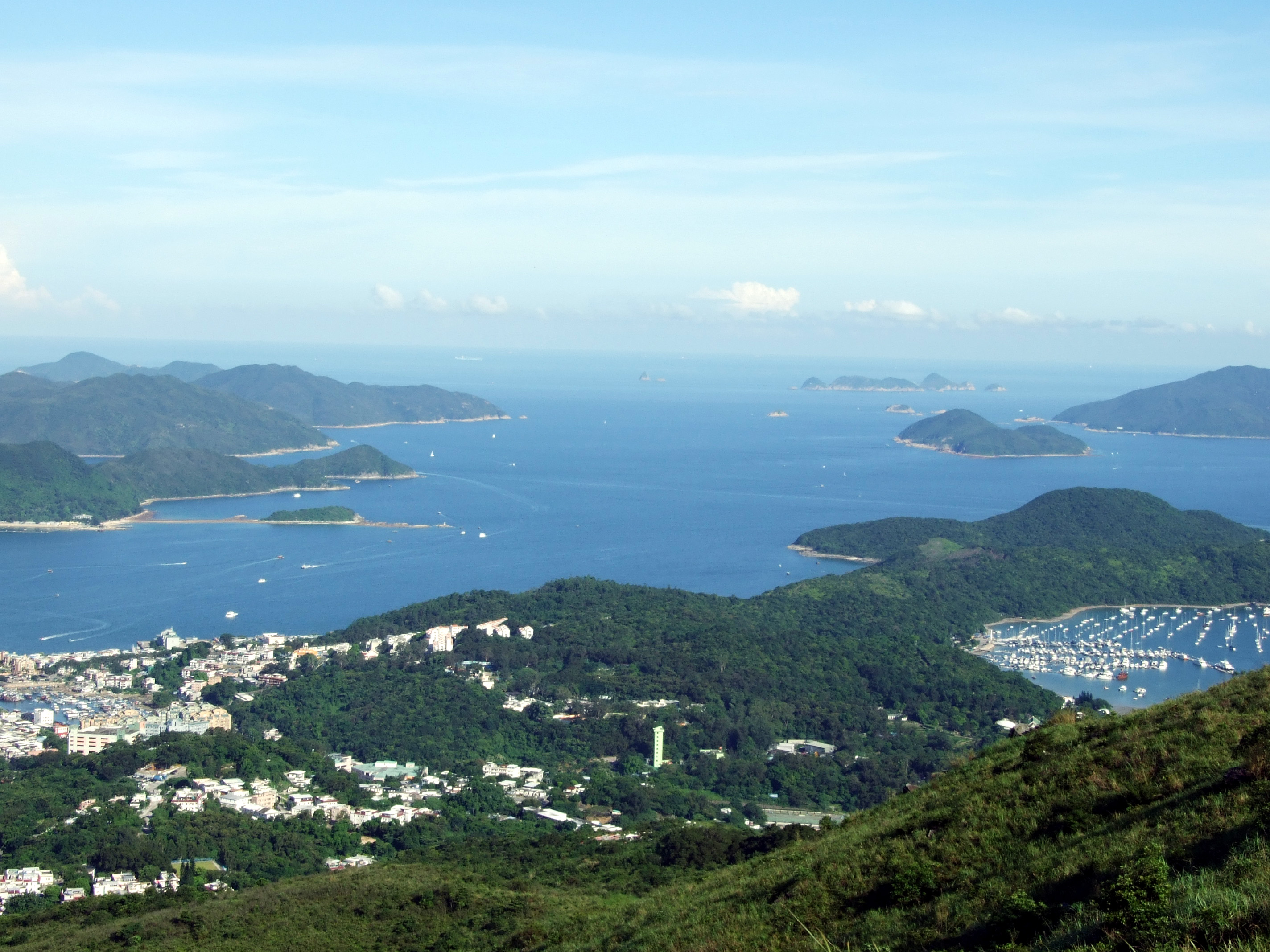
Вид на порт Шелтер

Порт Шехтер, также известный как Гаумейгхой, находится к югу от полуострова Сэйкун острова Гонконг.

## Гавань Толо

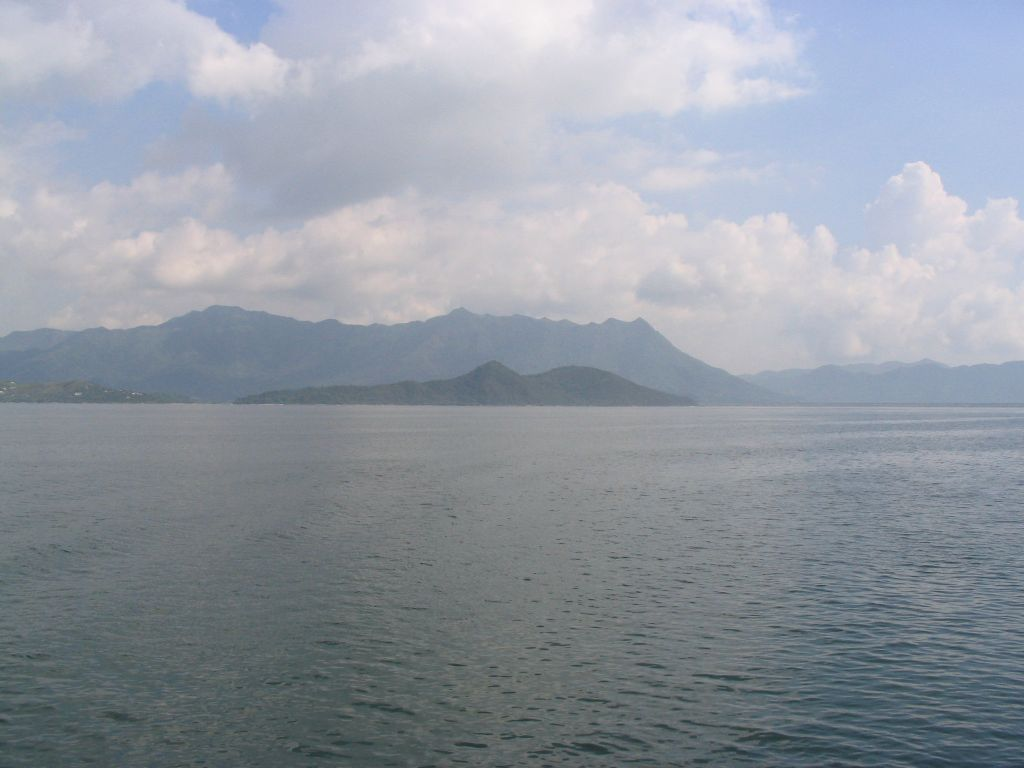
Гавань Толо

Гавань Толо находится на северо-востоке Новых Территорий. К югу от гавани находится бухты Тайд и Пловер, а на востоке бухта Три сажени и канал Толо. Река Шинман впадает сначала в бухту Тайд гавани Толо. Один из 235 островов Гонконга, Машичау расположен в гавани.
В прошлом в гавани было много жемчуга. Добыча жемчуга была основной отраслью в Тайпоу при династии Хань. Во время Пяти династий и десять царств, царь Южной Хань изменил название Тайпоу на Мейчуентоу и приказал прилагать агрессивные усилия культивирования, что привело к многочисленным жертвам среди добытчиков жемчуга. Добыча продолжалась до династии Мин, когда жемчужные устрицы почти исчезли в этом районе.